# Panna Maria Ustavičné pomoci

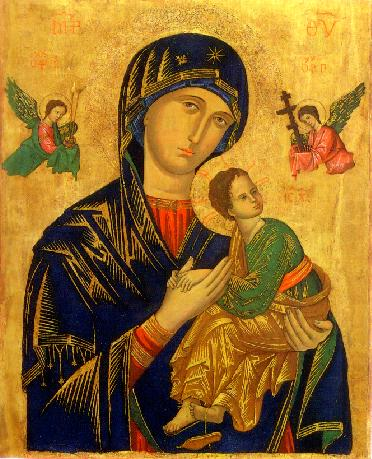
Matka Ustavičné pomoci, ikona krétské školy (54 × 41,5 cm) uctívaná v Římě v kostele sv. Alfonse na Esquilinu (Sant'Alfonso all'Esquilino)

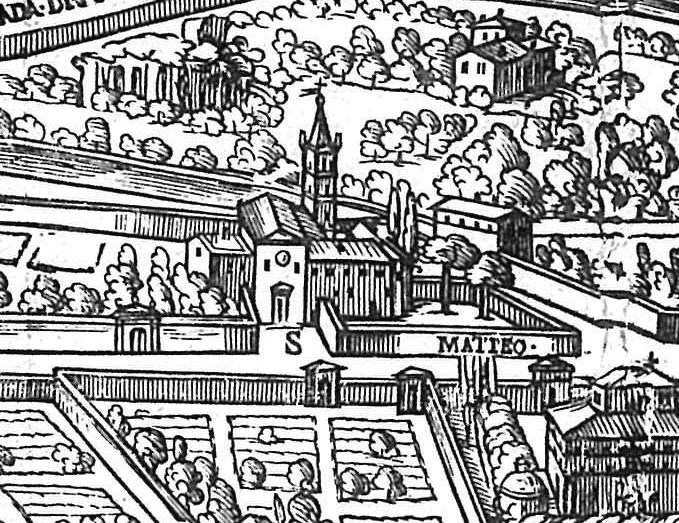
Kostel San Matteo in Merulana na rytině Giovanniho Maggiho z roku 1625

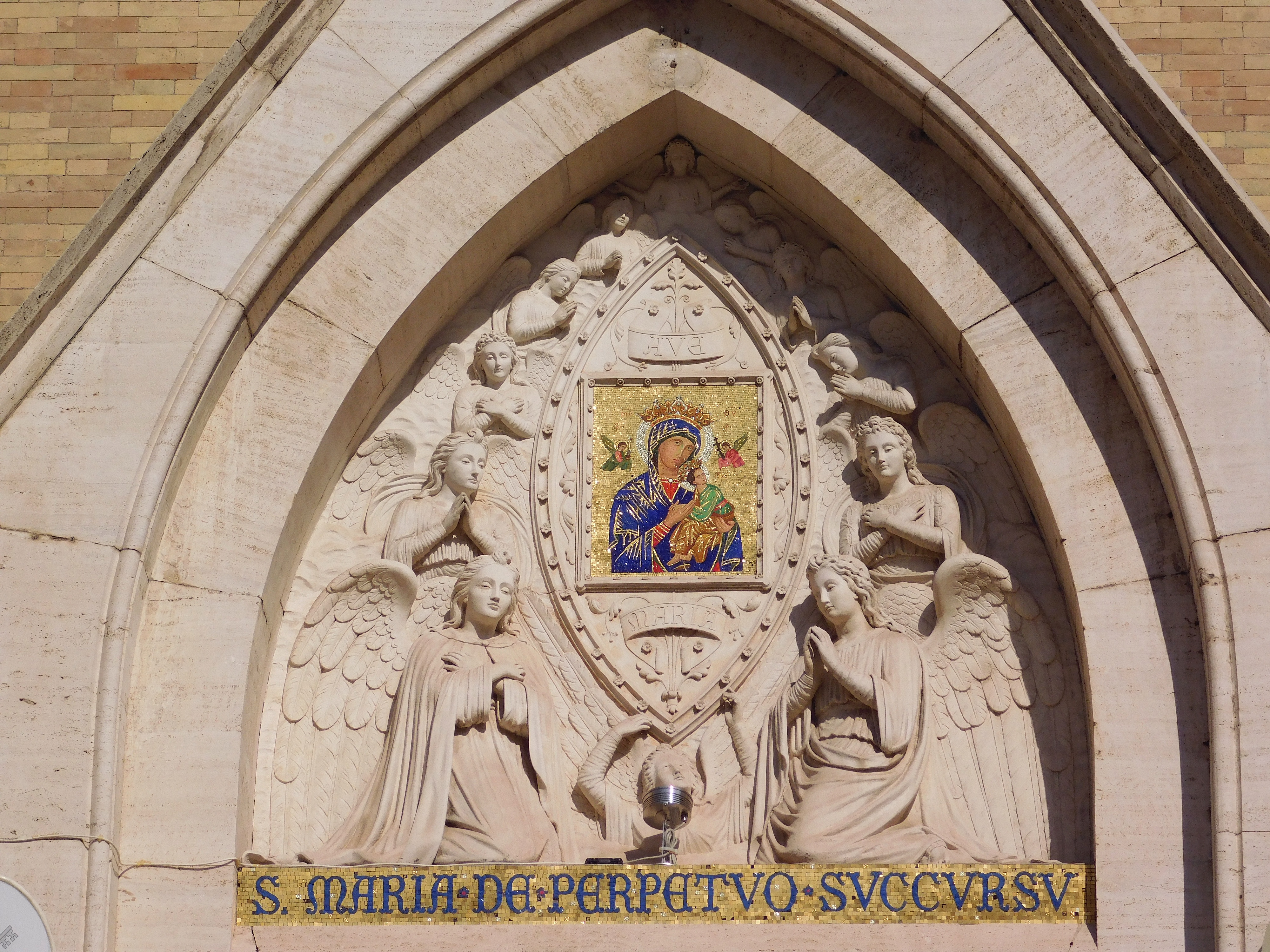
Mozaika s vyobrazením Matky Ustavičné pomoci na fasádě kostela Sant'Alfonso all'Esquilino

Panna Maria Ustavičné pomoci či Matka Ustavičné pomoci (lat. Mater a Perpetuo Succursu) je jedním z titulů, pod kterými je vzývána Maria, matka Ježíšova, především v katolickém prostředí, ve východním křesťanství je obdobným titulem zejména Odigitria.
Původ tohoto titulu je spojen s řeckou ikonou krétské školy, která se již dochovala v augustiniánském kostele sv. Matouše na Via Merulana v Římě (Chiesa di San Matteo in Merulana). Obraz byl později přenesen do kostela Sant'Alfonso all'Esquilino v Římě, který spravují řeholníci redemptoristé, jimž papež bl. Pius IX. uložil úkol podporovat tento kult.

## Historie
Počátky kultu Panny Marie jako Matky Ustavičné pomoci v San Matteo in Merulana se datují od přenesení mariánské ikony Amòlyntos do kostela na konci 15. století a shodují se se svěřením posvátné stavby poustevníkům svatého Augustina.
Tato Madona, zpočátku nazývaná „Svatého Matouše“ (podle názvu kostela), byla brzy nazvána „Věčného následnictví“, jak o tom svědčí latinský epigraf na vnějším frontonu portálu kostela z roku 1579: Deiparae Virgini Mariae succursus perpetui. Tato invokace připomínala úctu k Panně Marii Pomocné, která byla živá zejména mezi augustiniány a jejíž hlavní centrum bylo v kostele kláštera poustevníků v Palermu.
Obraz byl umístěn na hlavním oltáři kostela a těšil se velké úctě a vážnosti: svátek Matky ustavičné pomoci se slavil slavnostně v den výročí přenesení ikony do kostela svatého Matouše (tradičně 27. března 1499).
Lidová zbožnost, jíž byla Madona předmětem, je doložena ve spisech Johanna Besickena (1502), Ottavia Panciroliho (1600) a Carla Bartolomea Piazzy (1703). Jezuita Concezio Carocci, autor série populárních kázání vydaných v roce 1729 a věnovaných „nejvýznačnějším obrazům Panny Marie v Římě“, věnoval jednu ze svých promluv Matce Ustavičné pomoci.
San Matteo in Merulana byl v roce 1799 zničen Napoleonovými vojsky a irští augustiniáni, kteří v té době v kostele sloužili, se přestěhovali do Santa Maria in Posterula a uctívaný obraz si vzali s sebou. Ikona byla umístěna ve vnitřní kapli kláštera připojeného k chrámu a zapomenuta.
V polovině 19. století shromáždil redemptorista Valerio Marchi svědectví staršího řeholníka Agostina Orsettiho, který litoval, že ikona je opuštěná, a v roce 1863 našel potvrzení slávy obrazu v kázání, které v kostele Il Gesù pronesl jezuita Francesco Blosi, který citoval řeč svého spolubratra Concezia Carocciho.
Protože redemptoristé v té době stavěli svůj generální dům na Via Merulana, na místě zaniklého kostela svatého Matouše, rozhodli se požádat, aby jim byl obraz svěřen a mohl být čestným způsobem umístěn ve vystavěném kostele zasvěceném jejich zakladateli svatému Alfonsi. Na žádost generálního představeného redemptoristů Nicholase Maurona přidělil papež Pius IX. 11. prosince 1865 ikonu kongregaci a 26. dubna 1866 Valerio Marchi a Ernesto Bresciani odvezli podobiznu Matky ustavičné pomoci z kláštera Santa Maria in Posterula a přenesli ji na provizorní oltář zřízený uvnitř kostela sv. Alfonse na Esquilinu.

### Legenda o původu
Legendu o vzniku kultu Matky Ustavičné pomoci v San Matteo in Merulana rekonstruoval na počátku 18. století jezuita Concezio Carocci na základě několika listinných svědectví a především starého pergamenu uchovávaného v sakristii.
Podle pohádkového příběhu otce Carocciho ikonu ukradl na Krétě kupec, který se pak na přímluvu Panny Marie zachránil před jistým ztroskotáním, dorazil do Říma a našel pohostinství u svého přítele. Na prahu smrti kupec požádal svého přítele, aby nechal ikonu vystavit v kostele, ale ten na naléhání své ženy jeho poslední přání nesplnil. Když jeho přítel zemřel, zjevila se jeho mladé dceři Panna Maria pod titulem Matka Ustavičné pomoci a požádala ji, aby ikonu vystavila v kostele mezi bazilikami svatého Jana na Lateránu a Panny Marie Sněžné. Vdova po kupcově příteli po vyprávění o vidění své dcery souhlasila s navrácením Madony k veřejnému uctívání.
Dne 27. března 1499 pak rodina přivezla obraz do kostela San Matteo v Merulaně, který měl výhled na cestu mezi oběma bazilikami, a po vstupu do kostela Madona okamžitě projevila svou zázračnou moc tím, že uzdravila „omrzlou ruku“ jednoho z věřících.

## Popis
Ikona Matky Ustavičné pomoci je namalována na dřevěné desce o rozměrech 54 x 41,5 cm. Přesné autorství desky není známo, ale připisuje se krétskému ikonopisci jménem Andreas Ritzos da Candia, autorovi podobných obrazů dochovaných ve Fiesole, Bari, Parmě, Patmu a Rethymnu. Podle některých textů pochází ikona ze svatyně Kardiotissas v Lasithi nedaleko Candie.
Ikona je typu Matky Boží Utrpení (Amolyntos): tento ikonografický námět lze v řecko-krétské oblasti sledovat od 12. století a v Srbsku a Rusku od 14. století. Ikonografický námět zdůrazňuje účast Panny Marie na Ježíšově utrpení.
Marie je zobrazena v polopostoji na zlatém pozadí, nese Dítě v levé ruce a pravou ruku k němu vztahuje. Panna Maria má hlavu zvenčí zahalenou modrým závojem, zevnitř zeleným, na čele má hvězdu a její šaty jsou červené. Po obou stranách její hlavy jsou řecká písmena MP-ΘΥ (Μήτηρ Θεοῦ, Matka Boží).
Napravo od Mariiny hlavy je v polovině délky vyobrazen archanděl Michael (identifikovatelný podle iniciál ὉἈρΜ nebo Ὁ Ἀρχάγγελος Μιχαήλ), který drží vázu, z níž vystupuje kopí a rákos s houbou; Podobně je vlevo od hlavy Panny Marie vyobrazen archanděl Gabriel (ὉἈρΓ nebo Ὁ Ἀρχάγγελος Γαβριήλ), který ukazuje Dítěti kříž a hřeby.
Dítě Ježíš, identifikovatelné podle řeckých písmen na rameni IC-XC (Ἰησοῦς Χριστός), se dívá na kříž, který mu předkládá Gabriel, a oběma rukama svírá pravou ruku své matky, jako by ji prosil o pomoc. Má na sobě zelené šaty a tmavě žlutý plášť. Pro zdůraznění zděšení dítěte je jeho pravý sandál zobrazen rozvázaný, jak mu visí z nohy.

## Kult
Slavnostní korunovaci obrazu nařídila kapitula patriarchální baziliky svatého Petra ve Vatikánu a slavila ji v neděli 23. června 1867. Na památku kanonické korunovace obrazu směli redemptoristé slavit svátek Matky Ustavičné pomoci ritem duplex v neděli před svátkem Narození svatého Jana Křtitele (24. června).
Redemptoristé šíří kult Panny Marie pod názvem Matka ustavičné pomoci také mimo Evropu: slouží v bazilikách zasvěcených Panně Marii ustavičné pomoci v Bostonu, která byla v roce 1954 povýšena na národní svatyni, ve filipínském Parañaque, které bylo v roce 1958 prohlášeno za národní svatyni, a v národní svatyni Panny Marie ustavičné pomoci ve farnosti svatého Patrika v Torontu.
Panně Marii Ustavičné pomoci jsou zasvěceny diecézní katedrály v Asmaře v Eritreji, v Astaně v Kazachstánu, v Makurdi v Nigérii, v Oklahoma City a Rapid City v USA a v Udon Thani v Thajsku. Stejné zasvěcení měla i bývalá katedrála v Labradoru (později prohlášená za baziliku minor).
Další svatyně Matky Ustavičné pomoci se nacházejí v Liguori ve státě Missouri a v Uniontownu v Pensylvánii.
Po Panně Marii Neustálé pomoci jsou pojmenovány kongregace kanadských sester učitelek, kongregace korejských sester založená v Pchjongjangu americkými misionáři z Maryknoll, kongregace františkánských sester založená v Missouri na pomoc polským přistěhovalcům ve Spojených státech, mexická misionářská kongregace, založená v roce 1921 na pomoc redemptoristům v lidových misiích, a kongregace Milosrdných sester Panny Marie Pomocnice, kterou na Mauriciu založila Caroline Lenferna de Laresle.
Svátek Matky Ustavičné pomoci je 27. června. 

## Novéna
Novéna k Panně Marii Neustálé pomoci byla poprvé vydána v Jaénu v roce 1899. Následně byl americkými redemptoristy v roce 1927 pořízen první dotisk, po němž následovalo 23. června 1948 konečné, revidované vydání australskými a irskými redemptoristy.
Řeholní kněz Leo James English C.S.R. (1907–1997) a řeholní bratr Gerard O'Donnell byli hlavními autory posledně jmenované modlitební knihy, která se každý týden přednáší v kostele svatého Alfonse Maria de' Liguori v Římě, v němž je vystaven originál posvátné ikony Panny Marie Ustavičné pomoci.
17. května 1866 udělil papež Pius IX. prostřednictvím Kongregace pro obřady imprimatur třem konkrétním modlitbám k mariánskému titulu Panny Marie Neposkvrněné a udělil plnomocné odpustky na 100 dní.
Ve filipínské katolické církvi se novéna koná v kostele Baclaran, národní svatyni nacházející se na předměstí Parañaque, kde je vystavena kopie ikony.
Kult Panny Marie Ustavičné pomoci byl vrcholem dvou apoštolských cest Jana Pavla II. Setkání s řeholnicemi z filipínských kongregací a institutů zasvěceného života 17. února 1981 v Manile a apoštolská cesta v březnu 1983, která byla zakončena promluvou před kostelem v Port-au-Prince na Haiti.
Ve Spojených státech vysílá devět dní modliteb televize CatholicTV z baziliky Panny Marie Ustavičné pomoci v Mission Hill na předměstí Bostonu.